# Tallaght Outlaws
I Tallaght Outlaws sono stati la squadra di football americano di Tallaght, in Irlanda; fondati nel 2006 hanno chiuso nel 2008.

## Dettaglio stagioni

### Tornei nazionali

#### Campionato

##### IAFL
| Stagione | regular season | regular season | regular season | regular season | regular season | regular season | playoff | playoff | playoff | playoff | playoff | playoff   | playoff    |
|          | Vin            | Par            | Per            | Tot            | PF             | PS             | Vin     | Per     | Tot     | PF      | PS      | risultato | avversaria |
| -------- | -------------- | -------------- | -------------- | -------------- | -------------- | -------------- | ------- | ------- | ------- | ------- | ------- | --------- | ---------- |
| 2007     | 0              | 0              | 8              | 8              | 18             | 389            | -       | -       | -       | -       | -       | -         | -          |
| 2008     | 0              | 0              | 8              | 8              | 0              | 434            | -       | -       | -       | -       | -       | -         | -          |
| Totale   | 0              | 0              | 16             | 16             | 18             | 823            | -       | -       | -       | -       | -       |           |            |

Fonti: Enciclopedia del Football - A cura di Roberto Mezzetti